# Autostrade in Svezia
La Svezia possiede un vasto sistema autostradale (in svedese: motorväg) a sud. La prima autostrada fu la Malmö–Lund e venne aperta nel 1953; dopo questa data altre nuove autostrade furono costruite, ma il processo fu molto lento; dopo il 1990, anche in Svezia la costruzione autostradale incominciò a migliorare, permettendo alla Svezia di avere un vasto sistema autostradale a sud. Lo scopo primario delle autostrade svedesi è quello di congiungere le città più importanti alle loro zone circostanti.
Per molto tempo non ci fu nessun termine in svedese che fosse specifico per le autostrade. Per questo motivo venne usato l'italiano autostrada, tuttora in uso nella zona meridionale della Svezia.
In Svezia molte strade sono numerate secondo la numerazione delle strade europee. Pertanto può capitare che strade, con la stessa numerazione, possono avere tratti classificati tecnicamente come autostrada altri come viabilità ordinaria.
Lo stesso vale per le strade numerate secondo lo standard nazionale.

## Lista delle autostrade

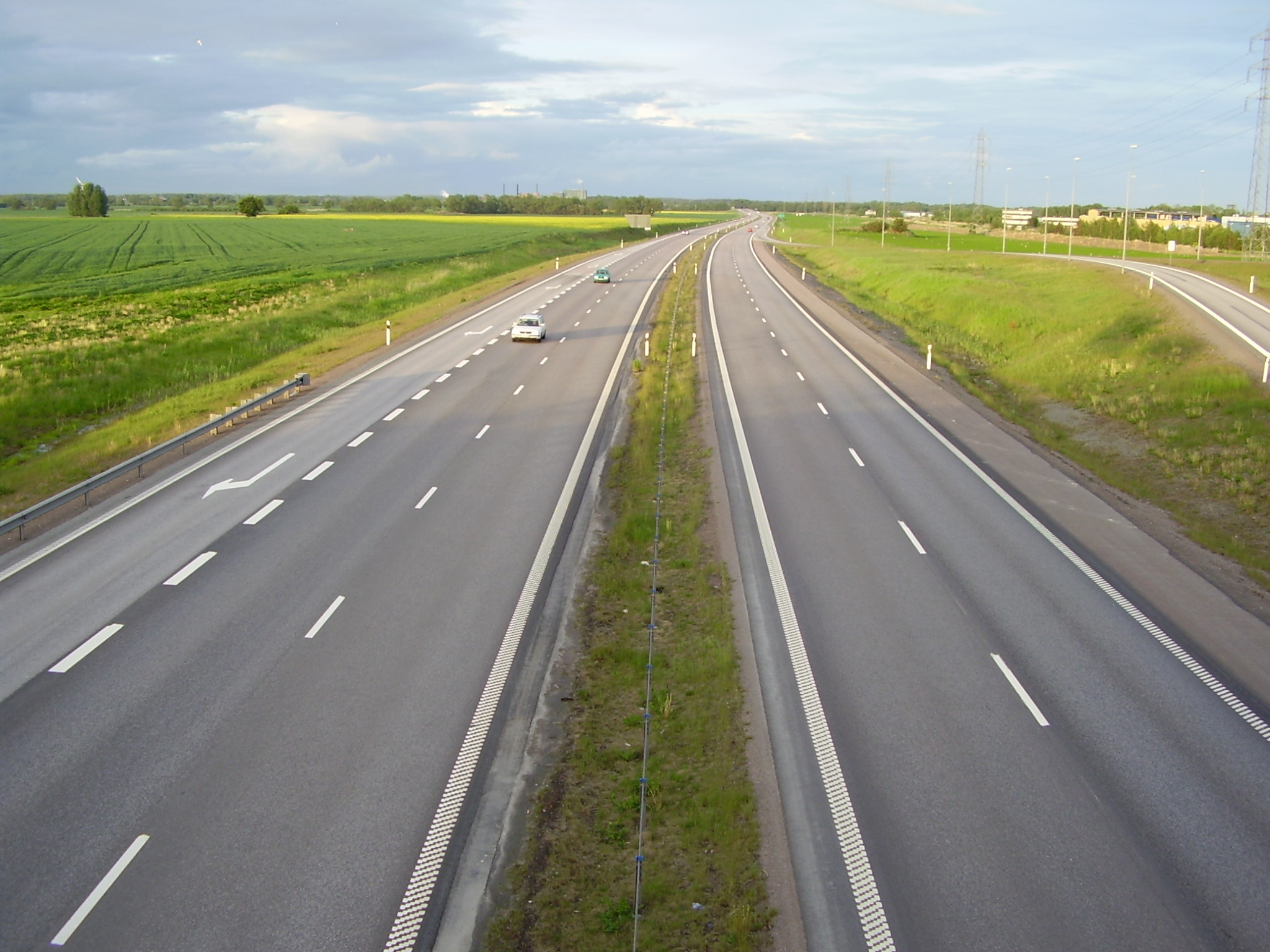
E4.

- E4 Helsingborg – Ljungby – Jönköping – Linköping – Norrköping – Stoccolma – Uppsala – Gävle
  - Gävle – Bergby è una semi-autostrada a 2+1 corsie

- - Söderhamn – Hudiksvall

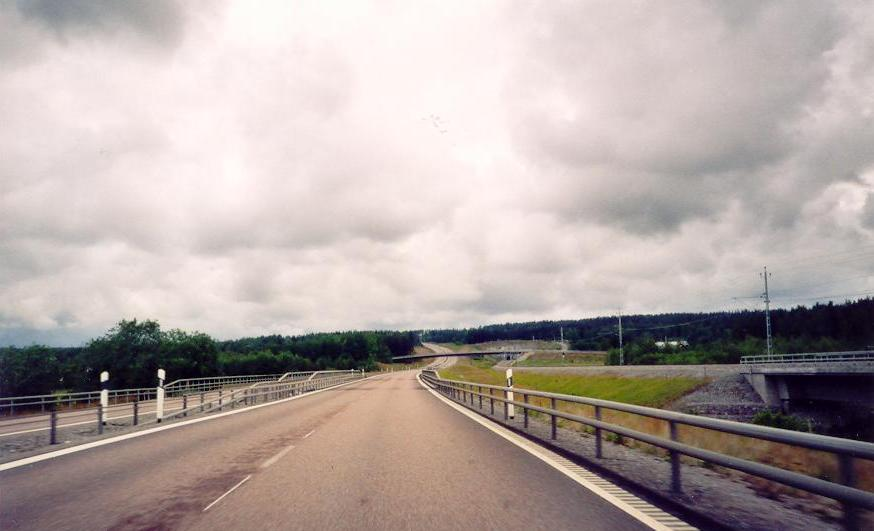
E4 vicino a Söderhamn.

  - Njurunda – Sundsvall – Bergeforsen
  - Piteå – Norrfjärden

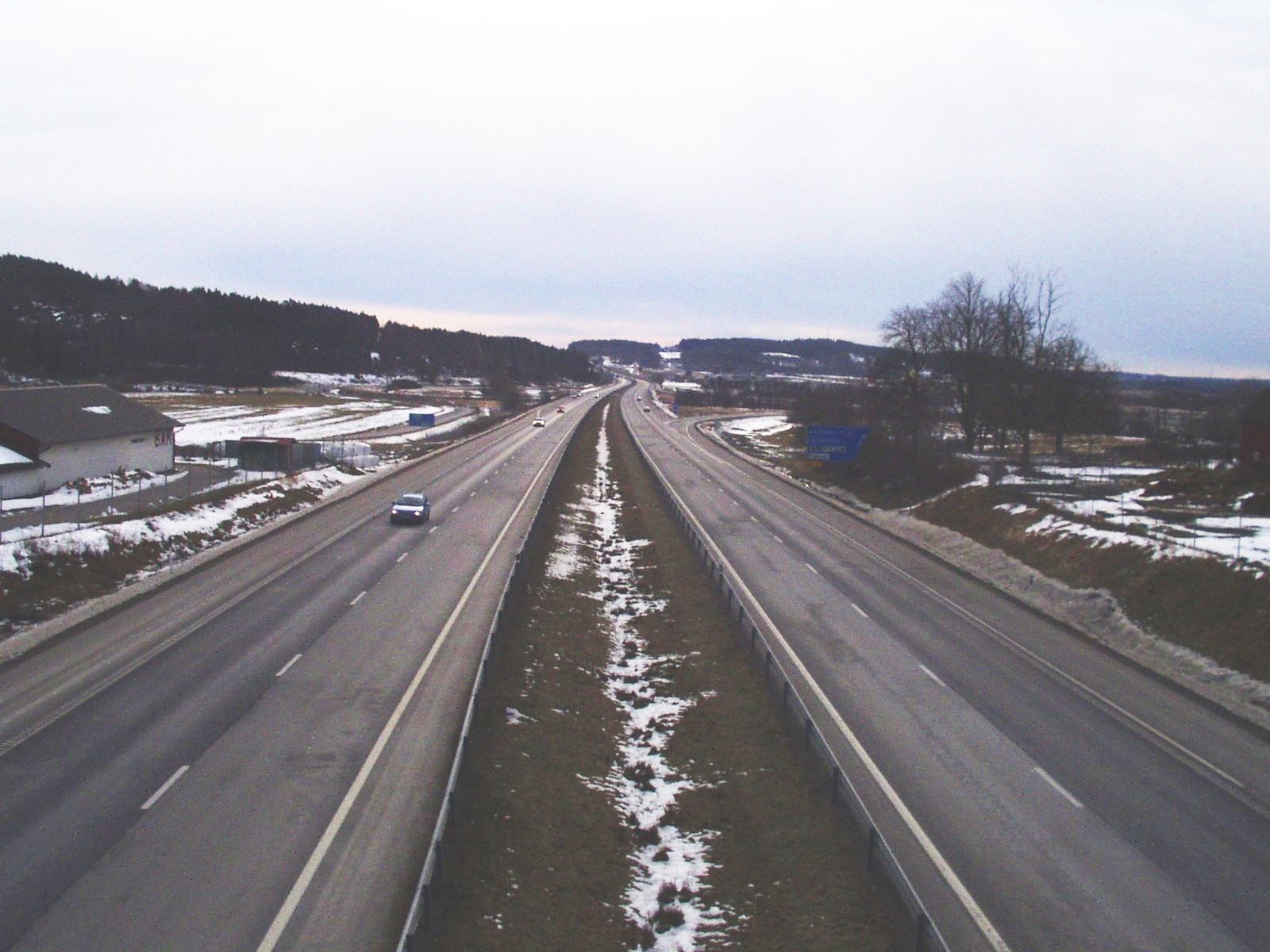
E6 e E20 vicino a Varberg.

- E6 Vellinge – Malmö – Halmstad – Göteborg – Uddevalla – Svinesund – (Norvegia)
- E18 Segmon – Ed
  - Karlstad – Alster
  - Örebro – Järva krog

- - Bergshamra – Rosenkälla

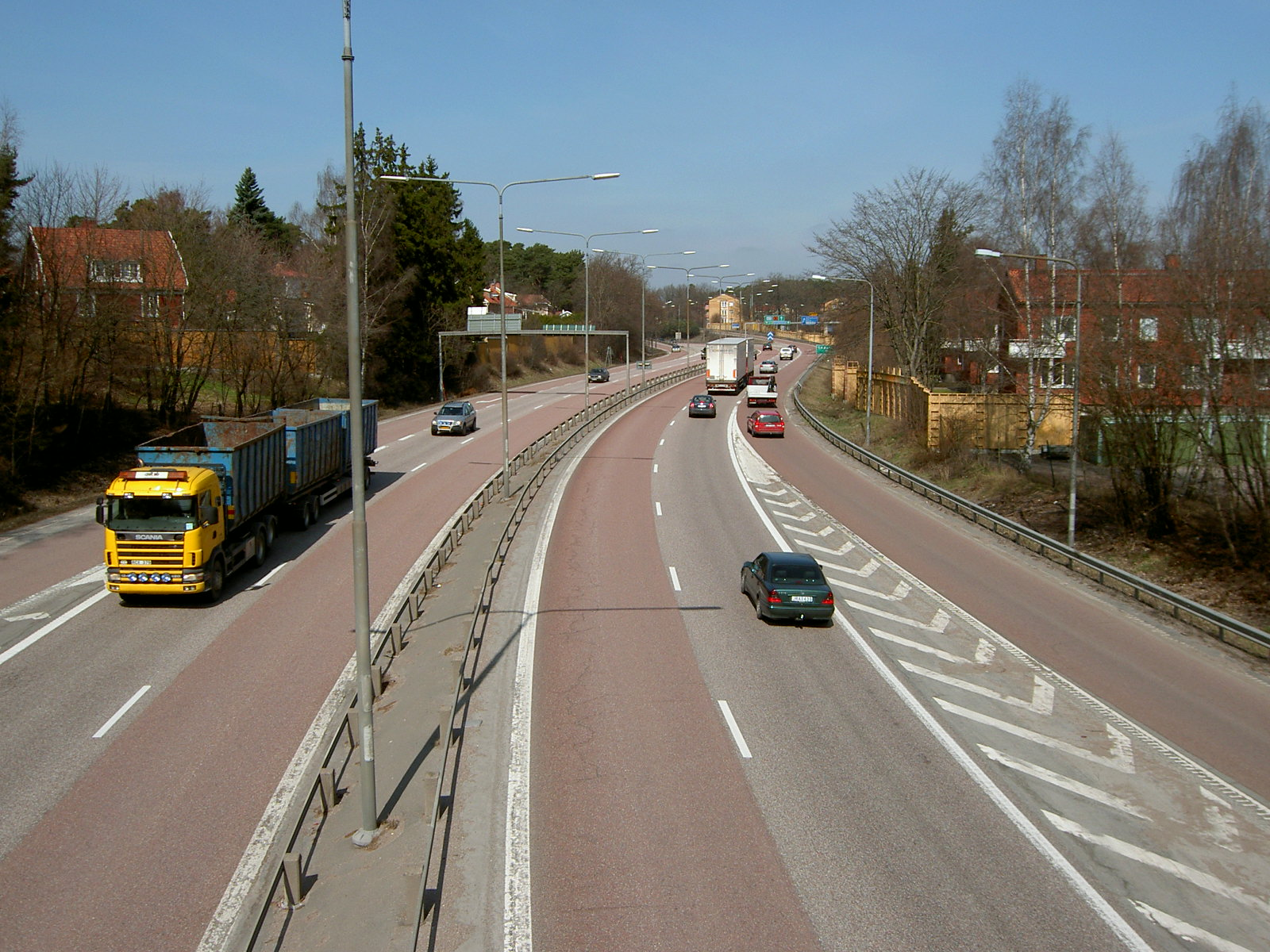
E18 a Västerås.

  - Rosenkälla – Söderhall è una semi-autostrada a 2+1 corsie
  - Söderhall – Norrtälje
- E20 (Danimarca) – Ponte di Øresund – Malmö – Halmstad – Göteborg – Tollered
  - Ingared – Alingsås
  - Lundsbrunn – Holmestad
  - Vretstorp – Arboga
  - Eskilstuna – Stoccolma

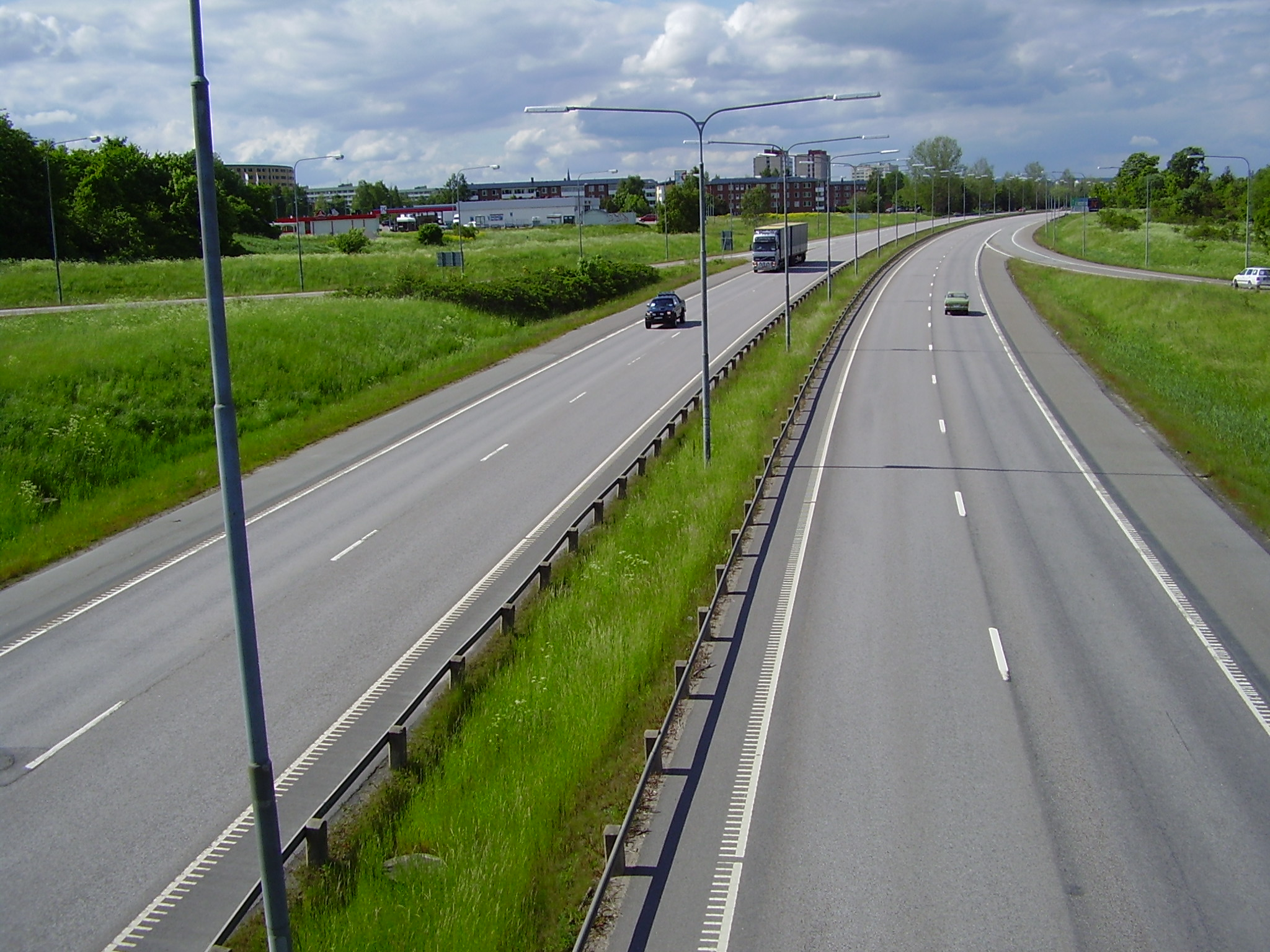
E22 (Söderköpingsvägen) a Norrköping

- E22 Vellinge – Malmö – Lund – Fogdarp
  - Hörby - Fjälkinge
  - Gualöv – Mörrum
  - Nättraby – Karlskrona
  - Kalmar
  - Söderköpingsvägen a Norrköping
- E45 insieme con E18 Segmon – Ed
- E65 Malmö – Tittente
- 11 Malmö Bulltofta – Trafikplats-Sunnanå
- 25 e 30 Öjaby – Växjö centro
- 28 Karlskrona Österleden
- 34 e 36 Linköping Trafikplats Tift (E4 Linköping västra) – Vallarondellen "Malmslättsleden"
- 35 Linköping Trafikplats Staby (E4 Linköping östra) – Mörtlösarondellen
- 40 Göteborg – Dalsjöfors
- 44 Herrestad vicino a Uddevalla – a est di Uddevalla (fu la vecchia E6)
  - (a est di Uddevalla è una semi-autostrada a 2+1 corsie)
  - Råsseröd a est di Uddevalla – Båberg (E45)
- 50 Insieme alla E20 Brändåsen (Hallsberg) – Norrplan (Örebro)
- 53 Oxelösund – Nyköping
- 73 Älgesta – Stoccolma
- 75 Stoccolma Södra länken
- 80 Gävle – Sandviken